# Máire Geoghegan-Quinn

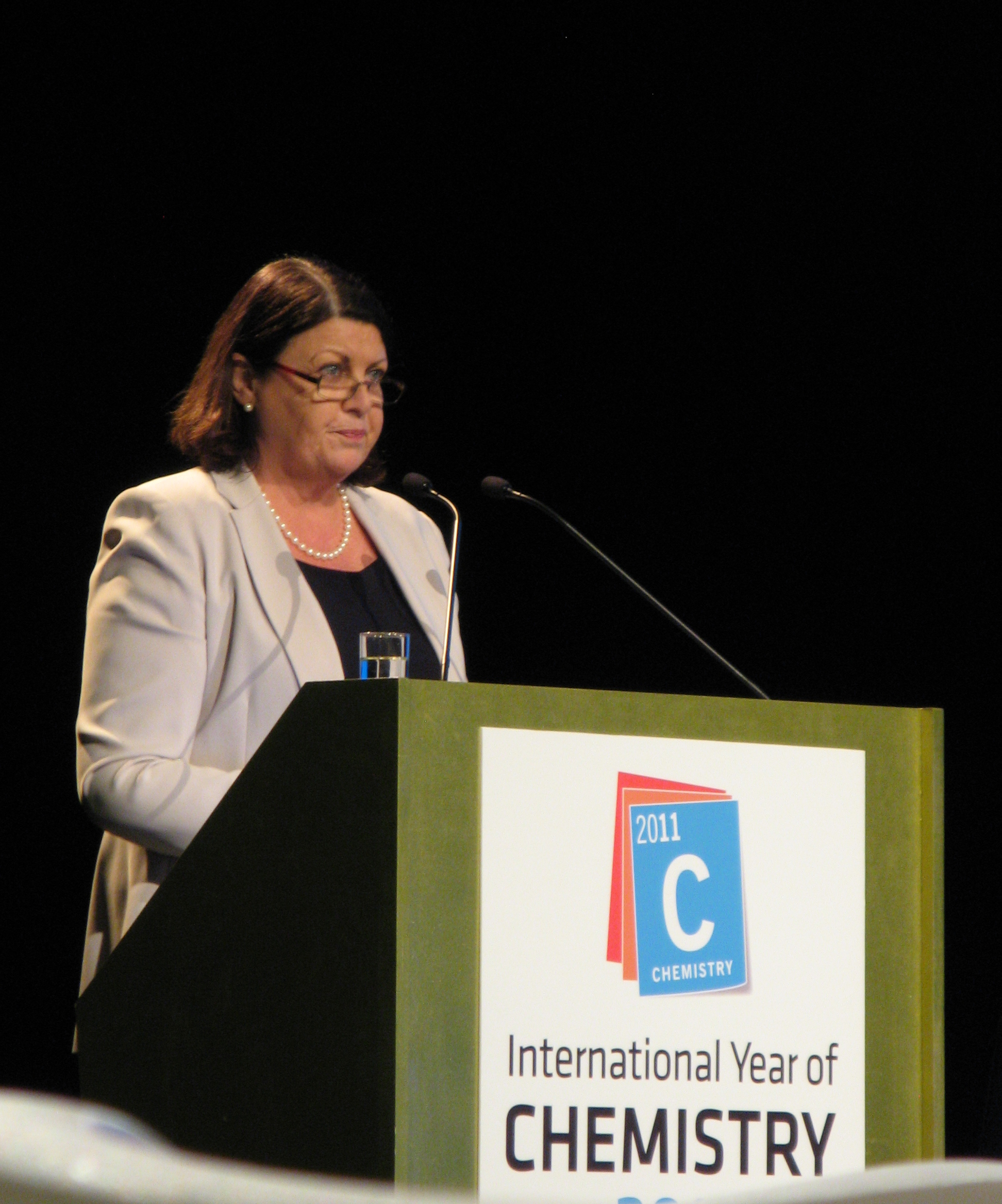
Máire Geoghegan-Quinn.

Máire Geoghegan-Quinn (Carna, 5 september 1950) is een Iers politicus voor de Fianna Fáil. Van 2010 tot 2014 was ze Europees commissaris in de commissie-Barroso II en beheerde de portefeuille Onderzoek, innovatie en wetenschappen.
Ze was reeds meerdere malen minister in verschillende Ierse regeringen.  Van 1999 tot 2009 zetelde ze als lid in de Europese Rekenkamer.  Ze woonde in die periode dan ook in Luxemburg. Als Iers Eurocommissaris volgt ze Charlie McCreevy op. In november 2014 werd zij als Iers Eurocommissaris opgevolgd door Phil Hogan. Haar portefeuille werd overgenomen door Carlos Moedas.
Ze is gehuwd en moeder van twee kinderen.
Joaquín Almunia · László Andor · Catherine Ashton · Michel Barnier · José Manuel Barroso · Tonio Borg (vanaf 28 november 2012) · Dacian Cioloş · John Dalli (tot 16 oktober 2012)  · María Damanáki · Jacek Dominik (sinds 16 juli 2014) · Štefan Füle · Karel De Gucht  · Máire Geoghegan-Quinn · Kristalina Georgieva · Johannes Hahn · Connie Hedegaard · Siim Kallas · Jyrki Katainen (sinds 16 juli 2014) · Neelie Kroes · Janusz Lewandowski (tot 1 juli 2014) · Cecilia Malmström · Neven Mimica · Ferdinando Nelli Feroci (sinds 16 juli 2014) · Günther Oettinger · Andris Piebalgs · Janez Potočnik · Viviane Reding (tot 1 juli 2014) · Olli Rehn (tot 1 juli 2014) · Martine Reicherts (sinds 16 juli 2014) · Maroš Šefčovič · Algirdas Šemeta · Antonio Tajani (tot 1 juli 2014) · Androulla Vassiliou
- International Standard Name Identifier: 0000 0000 4517 9260
- Library of Congress Control Number: n98007718
- Parlement.com: vhyzn0kf1yph
- Système universitaire de documentation: 149500777
- Virtual International Authority File: 4241444
- WorldCat: E39PBJtCy4JjYwCDmk9FMVpkjC